# ICTU
Stichting ICTU is een onafhankelijke advies- en projectenorganisatie binnen de overheid en werkt vanuit de overtuiging dat ICT de overheid vooruit helpt bij maatschappelijke vraagstukken. ICTU werd op 11 april 2001 opgericht als overheidsstichting door het ministerie van Binnenlandse Zaken en Koninkrijksrelaties en de Vereniging van Nederlandse Gemeenten om overheden te ondersteunen bij de inzet van ICT. In het bestuur van ICTU zijn alle overheidslagen vertegenwoordigd.

## Doelstelling
ICTU werkt aan een betere digitale overheid. Samen met opdrachtgevers (overheden). Denk bijvoorbeeld aan een gemoderniseerd kansspelbeleid om (online) gokverslaving tegen te gaan. Een centraal incassoregister, omdat steeds meer mensen onder het bestaansminimum komen. Een nieuw beveiligingssysteem voor het treinverkeer. Overheidsprojecten in het belang van de burger waarin ICT een grote rol speelt. ICTU adviseert overheden bij dit soort complexe ketenvraagstukken. Dit doet zij onder meer door de overheden te helpen met projectuitvoering, advies, architectuur, softwarerealisatie en het ontwikkelen van generieke ICT-producten. En door het delen van kennis via ICTU Cafés en diverse publicaties waaronder whitepapers over Blockchain (september 2016), Kwaliteitsaanpak (augustus 2017) en Open Source (september 2017).

## Projecten
Een aantal producten dat ICTU heeft ontwikkeld zijn: DigiD, Burgerservicenummer, Landelijk Register Kinderopvang, GOVCERT.NL, PKIoverheid, 14+netnummer, Overheid.nl, de Digipoort en Digikoppeling. Voorbeelden van projecten zijn: Vensters voor betere bedrijfsvoering en dienstverlening, Gebruiker Centraal, Internetspiegel, Leer- en expertisecentrum open overheid (LEOO), impactanalyse eIDAS in domein Justitie en Veiligheid, ENISA (duidelijkheid over dataveiligheid) en e-SENS voor digitale dienstverlening in Europa.

## Werkwijze
ICTU wordt per opdracht gefinancierd door haar opdrachtgevers (overheden). ICTU werkt zonder winstoogmerk voor de publieke zaak en zet beleid van overheden om in concrete projecten, diensten en producten. Alle overheden kunnen projecten door ICTU laten uitvoeren: Rijk, provincies, gemeenten, uitvoeringsorganisaties en waterschappen.